# Allidiostomatinae
Allidiostoma là một phân họ của họ Scarabaeidae trong liên họ Scarabaeoidea. Chúng phân bố ở Nam Mỹ

## Phân loại
Phân họ này gồm đơn chi Allidiostoma với 9 loài:
- Allidiostoma
  - Allidiostoma bosqui
  - Allidiostoma halffteri
  - Allidiostoma hirtum
  - Allidiostoma landbecki
  - Allidiostoma monrosmuntanolae
  - Allidiostoma ramosae
  - Allidiostoma rufum
  - Allidiostoma simplicifrons
  - Allidiostoma strobeli